# Géza
A Géza régi magyar férfinév, valószínűleg török méltóságnévből keletkezett, a jelentése hercegecske.
A Géza név, ahogy ma használják, nem felel meg a régi kiejtésnek, 19. századi hibás olvasásnak köszönheti eredetét.
Czuczor Gergely és Fogarasi János, illetve A magyar nyelv szótára a következőket mondja a Géza névről:
„Geysa szó (a Névtelen jegyzőnél), és Geyche vagy Geycha (a későbbi krónikákban) megfelel a mongol geikcsi szónak, mely fénylőt, vagy geikszen szónak, mely világosodottat jelent (Schmidtnél: der Erleuchtete); az utóbbi egy mongol regében valósággal is eléfordul mint személynév; a k a cs v. sz előtt épen úgy kimaradhatott, mint szent szóban, mely a latin, sanctus-ból kölcsönöztetett, a t előtt. A föntebbi geikcsi és geikszen a mongolban részesülő, amaz a jelenben, ez a multban, az igető gei am. fényljél, fényeskedjél; fény.”
Okleveleink a 12-14. századból, valamint a régi krónikáink Geyza, Geisa és Geicha alakban írják, előfordul Geythsa, Geisce regis, Geche regis, Gyesse regis formában is, a pécsváradi konvent jegyzője pedig 1338-ban III. Bélát «Deyche regis filius»-nak irja; az I. Istvánnal egykorú Thietmar merseburgi püspök Deuix-nek nevezi Géza fejedelmet; I. Géza király neve a koronán  GEOBITZ, vagyis Jeóvics, pénzein Geuca, VII. Gergely pápa okleveleiben pedig Geuza, Geusa; II. Géza királyt a magyar viszonyokról jól értesült egykorú Kinnamos Geitxaz- azaz Jejcsa(sz)nak és 'Iatxaz – vagyis Jacsának írja, a németeknél, lengyeleknél stb. Joas, Jojas, Joitsco, Gouz, Govizo, Gizo, Guizo stb. alakban találjuk e nevet.[forrás?]

## Rokon nevek
- Décse:[1] valószínű, hogy a Géza egyik eredeti alakváltozata.[4]
- Gécsa:[1] valószínű, hogy a Géza egyik eredeti alakváltozata.[5]
- Gejza:[1] valószínű, hogy a Géza egyik eredeti alakváltozata. Helyes olvasata Gyejcsa volna.[5]
- Gyécsa:[1] valószínű, hogy a Géza egyik eredeti alakváltozata, a középkori formához közelálló alak.[6]
- Gyeücsa: valószínű, hogy a Géza egyik eredeti alakváltozata.
- Gyejcsa: valószínű, hogy a Géza egyik eredeti alakváltozata.[7]
- Geyza: valószínű, hogy a Géza egyik eredeti alakváltozata -  Ladó János Magyar Utónévkönyve szerint használata nem engedhető meg, mivel a hagyományos helyesírást csak a családnevekben szabad megőrizni, a keresztnevekben nem.

## Gyakorisága
Az 1990-es években a Géza ritka, a Décse, Gécsa, Gejza és Gyécsa szórványos nevek voltak, a 2000-es években nem szerepelnek a 100 leggyakoribb férfinév között.

## Névnapok
Géza, Décse, Gécsa, Gejza, Gyécsa
- február 25.[2] (Szökőévben február 26.)
- február 26.[2]
- május 8.[2]
- augusztus 6.[2]

## Híres névviselők
- „Géza” utónevű személyek szócikkeinek listája a Wikidata alapján